# Katarzyna Piter
Katarzyna Piter (Poznań, 16 febbraio 1991) è una tennista polacca.

## Carriera
Raggiunse il suo best ranking in singolare il 12 maggio 2014 con la 95ª posizione; nel doppio divenne, il 18 luglio 2022, la 66ª del ranking WTA.
Raggiunse, nel 2011, la prima finale di un torneo WTA in doppio nel Danish Open in coppia con la francese Kristina Mladenovic; in quell'occasione fu sconfitta dalla coppia formata dalla svedese Johanna Larsson e dalla tedesca Jasmin Wöhr con il punteggio di 3-6, 3-6. Nel circuito ITF vinse, inoltre, otto tornei in singolare e venticinque in doppio.
Fece parte dal 2009 al 2017 della squadra polacca di Fed Cup con un bilancio finale di sette vittorie, tre delle quali in doppio, e sei sconfitte.
Il 13 luglio 2013 conquista il primo titolo WTA della carriera agli Internazionali Femminili di Palermo dove, ancora in coppia con Kristina Mladenovic, hanno battuto le gemelle Karolína e Kristýna Plíšková con il punteggio di 6-1, 5-7, [10-8].

## Statistiche WTA

### Doppio

#### Vittorie (4)
| Legenda               | Legenda      |
| --------------------- | ------------ |
| Grande Slam (0)       |              |
| Ori Olimpici (0)      |              |
| WTA Finals (0)        |              |
| WTA Elite Trophy (0)  |              |
| Dal 2009 al 2020      | Dal 2021     |
| Premier Mandatory (0) | WTA 1000 (0) |
| Premier 5 (0)         | WTA 1000 (0) |
| Premier (0)           | WTA 500 (1)  |
| International (1)     | WTA 250 (2)  |

| N. | Data           | Torneo                             | Superficie  | Compagna            | Avversarie in finale                | Punteggio        |
| 1. | 13 luglio 2013 | Palermo Ladies Open, Palermo       | Terra rossa | Kristina Mladenovic | Karolína Plíšková Kristýna Plíšková | 6-1, 5-7, [10-8] |
| 2. | 23 luglio 2023 | Hungarian Grand Prix, Budapest     | Terra rossa | Fanny Stollár       | Jessie Aney Anna Sisková            | 6-2, 4-6, [10-4] |
| 3. | 20 luglio 2024 | Hungarian Grand Prix, Budapest (2) | Terra rossa | Fanny Stollár       | Anna Danilina Irina Chromačëva      | 6-3, 3-6, [10-3] |
| 4. | 2 marzo 2025   | Mérida Open, Mérida                | Cemento     | Mayar Sherif        | Anna Danilina Irina Chromačëva      | 7-6(2), 7-5      |

#### Sconfitte (10)
| Legenda               | Legenda      |
| --------------------- | ------------ |
| Grande Slam (0)       |              |
| Argenti Olimpici (0)  |              |
| WTA Finals (0)        |              |
| WTA Elite Trophy (0)  |              |
| Dal 2009 al 2020      | Dal 2021     |
| Premier Mandatory (0) | WTA 1000 (0) |
| Premier 5 (0)         | WTA 1000 (0) |
| Premier (0)           | WTA 500 (0)  |
| International (3)     | WTA 250 (7)  |

| N.  | Data            | Torneo                         | Superficie    | Compagna             | Avversarie in finale                  | Punteggio        |
| 1.  | 6 giugno 2011   | Danish Open, Copenaghen        | Sintetico (i) | Kristina Mladenovic  | Johanna Larsson Jasmin Wöhr           | 3-6, 3-6         |
| 2.  | 27 aprile 2014  | Marocco Open, Marrakech        | Terra rossa   | Maryna Zanevs'ka     | Garbiñe Muguruza Romina Oprandi       | 6-4, 2-6, [9-11] |
| 3.  | 17 luglio 2016  | Bucarest Open, Bucarest        | Terra rossa   | Alexandra Cadanțu    | Jessica Moore Varatchaya Wongteanchai | 3-6, 6(5)-7      |
| 4.  | 25 luglio 2021  | Poland Open, Gdynia            | Terra rossa   | Kateryna Bondarenko  | Anna Danilina Lidzija Marozava        | 3-6, 2-6         |
| 5.  | 7 agosto 2021   | Winners Open, Cluj-Napoca      | Terra rossa   | Mayar Sherif         | Natela Dzalamidze Kaja Juvan          | 3-6, 4-6         |
| 6.  | 17 luglio 2022  | Hungarian Grand Prix, Budapest | Terra rossa   | Kimberley Zimmermann | Ekaterine Gorgodze Oksana Kalašnikova | 6-1, 4-6, [6-10] |
| 7.  | 8 aprile 2023   | Copa Colsanitas, Bogotà        | Terra rossa   | Oksana Kalašnikova   | Irina Chromačëva Iryna Šymanovič      | 1-6, 6-3, [6-10] |
| 8.  | 30 luglio 2023  | Poland Open, Varsavia (2)      | Cemento       | Weronika Falkowska   | Heather Watson Yanina Wickmayer       | 4-6, 4-6         |
| 9.  | 27 ottobre 2024 | Guangzhou Open, Guangzhou      | Cemento       | Fanny Stollár        | Kateřina Siniaková Zhang Shuai        | 4-6, 1-6         |
| 10. | 3 novembre 2024 | Jiangxi Open, Jiujiang         | Cemento       | Fanny Stollár        | Guo Hanyu Moyuka Uchijima             | 6(5)–7, 5–7      |

## Circuito WTA 125

### Doppio

#### Vittorie (2)
| N. | Data             | Torneo                                   | Superficie  | Compagna      | Avversarie in finale                  | Punteggio        |
| 1. | 16 giugno 2024   | Open Internacional de Valencia, Valencia | Terra rossa | Fanny Stollár | Angelica Moratelli Renata Zarazúa     | 6-1, 4-6, [10-8] |
| 2. | 6 settembre 2024 | Guadalajara 125 Open, Guadalajara        | Cemento     | Fanny Stollár | Angelica Moratelli Sabrina Santamaria | 6-4, 7-5         |

#### Sconfitte (5)
| N. | Data              | Torneo                                    | Superficie  | Compagna           | Avversarie in finale                 | Punteggio        |
| 1. | 12 settembre 2021 | Open Karlsruhe, Karlsruhe                 | Terra rossa | Mayar Sherif       | Irina Bara Ekaterine Gorgodze        | 3-6, 6-2, [7-10] |
| 2. | 2 aprile 2023     | San Luis Potosí Open, San Luis Potosí     | Terra rossa | Oksana Kalašnikova | Aliona Bolsova Andrea Gámiz          | 6(5)-7, 4-6      |
| 3. | 24 giugno 2023    | Veneto Open, Gaiba                        | Erba        | Weronika Falkowska | Han Na-lae Jang Su-jeong             | 3-6, 6-3, [6-10] |
| 4. | 31 marzo 2024     | San Luis Potosí Open, San Luis Potosí (2) | Terra rossa | Laura Pigossi      | Anna Bondár Tamara Zidanšek          | w/o              |
| 5. | 4 maggio 2024     | Catalonia Open, Lleida                    | Terra rossa | Mayar Sherif       | Nicole Melichar-Martinez Ellen Perez | 5-7, 2-6         |

## Statistiche ITF

### Singolare

#### Vittorie (8)
| Torneo $100.000 (0) |
| Torneo $80.000 (0)  |
| Torneo $75.000 (0)  |
| Torneo $60.000 (0)  |
| Torneo $50.000 (0)  |
| Torneo $40.000 (0)  |
| Torneo $25.000 (3)  |
| Torneo $15.000 (0)  |
| Torneo $10.000 (5)  |

| N. | Data             | Torneo                                                | Superficie  | Avversaria in finale | Punteggio        |
| 1. | 14 agosto 2007   | ITF Women's Circuit Bielefeld, Bielefeld              | Terra rossa | Dominice Ripoll      | 3-6, 6–3, 6-4    |
| 2. | 17 marzo 2008    | ITF Women's Circuit Ain Sukhna, Ain Sukhna            | Terra rossa | Irina-Camelia Begu   | 7-6(7), 6-4      |
| 3. | 24 marzo 2008    | ITF Women's Circuit Il Cairo, Il Cairo                | Terra rossa | Bibiane Schoofs      | 6-1, 6-3         |
| 4. | 10 novembre 2008 | ITF Women's Circuit Jersey, Isola di Jersey           | Cemento (i) | Stefania Boffa       | 6-2, 6-2         |
| 5. | 15 marzo 2010    | AEGON Pro Series Bath, Bath                           | Cemento (i) | Lenka Juríková       | 6-2, 7-6(6)      |
| 6. | 9 agosto 2010    | Flanders Ladies Trophy Koksijde, Koksijde             | Terra rossa | Kiki Bertens         | 6-4, 6-4         |
| 7. | 31 maggio 2015   | Torneo Internazionale Femminile Città di Grado, Grado | Terra rossa | Kristína Schmiedlová | 6-3, 6-0         |
| 8. | 22 gennaio 2017  | ITF Women's Circuit Orlando, Orlando                  | Terra verde | Sofia Kenin          | 6(4)-7, 6-2, 6-4 |

#### Sconfitte (12)
| Torneo $100.000 (1) |
| Torneo $80.000 (0)  |
| Torneo $75.000 (0)  |
| Torneo $60.000 (0)  |
| Torneo $50.000 (0)  |
| Torneo $40.000 (0)  |
| Torneo $25.000 (7)  |
| Torneo $15.000 (0)  |
| Torneo $10.000 (4)  |

| N.  | Data              | Torneo                                                | Superficie    | Avversaria in finale | Punteggio        |
| 1.  | 20 maggio 2007    | Michalovce Cup, Michalovce                            | Terra rossa   | Kristína Kučová      | 6-2, 3-6, 4-6    |
| 2.  | 12 luglio 2009    | Iris Ladies Trophy, Bruxelles                         | Terra rossa   | Maryna Zanevs'ka     | 6-0, 5-7, 5-7    |
| 3.  | 11 settembre 2011 | TEAN International, Alphen aan den Rijn               | Terra rossa   | Stephanie Vogt       | 2–6, 4–6         |
| 4.  | 26 febbraio 2012  | SEB Tallink Open, Tallinn                             | Cemento (i)   | Anett Kontaveit      | 5-7, 4-6         |
| 5.  | 18 marzo 2012     | AEGON Pro Series Bath, Bath                           | Cemento (i)   | Tereza Smitková      | 6-4, 2-6, 1-6    |
| 6.  | 2 giugno 2013     | Torneo Internazionale Femminile Città di Grado, Grado | Terra rossa   | Yvonne Meusburger    | 2–6, 7–6(2), 3–6 |
| 7.  | 7 luglio 2013     | Bella Cup, Toruń                                      | Terra rossa   | Paula Kania          | 4–6, 4–6         |
| 8.  | 21 luglio 2013    | ITS Cup, Olomouc                                      | Terra rossa   | Polona Hercog        | 0-6, 3-6         |
| 9.  | 11 agosto 2013    | ITF Women's Circuit Izmir, Smirne                     | Terra rossa   | Ana Vrljić           | 1–6, 3–6         |
| 10. | 28 agosto 2016    | Trofeo CPZ, Bagnatica                                 | Terra rossa   | Martina Trevisan     | 1-6, 7-5, 5-7    |
| 11. | 18 novembre 2017  | Hart Open, Zawada                                     | Sintetico (i) | Deborah Chiesa       | 2-6, 6-4, 4-6    |
| 12. | 29 luglio 2018    | BMW AHG Cup, Horb am Neckar                           | Terra rossa   | Katharina Gerlach    | 6-4, 3-6, 6(4)-7 |

### Doppio

#### Vittorie (26)
| Torneo $100.000 (2) |
| Torneo $80.000 (1)  |
| Torneo $75.000 (0)  |
| Torneo $60.000 (1)  |
| Torneo $50.000 (1)  |
| Torneo $40.000 (0)  |
| Torneo $25.000 (18) |
| Torneo $15.000 (0)  |
| Torneo $10.000 (3)  |

| N.  | Data              | Torneo                                                                   | Superficie    | Compagna              | Avversaria in finale                        | Punteggio           |
| 1.  | 5 maggio 2008     | ITF Women's Circuit Michalovce, Michalovce                               | Terra rossa   | Lenka Juríková        | Romana Tabak Nikola Vajdová                 | 6-1, 6-1            |
| 2.  | 29 settembre 2008 | ITF Women's Circuit Les Franqueses del Vallès, Les Franqueses del Vallès | Cemento       | Aleksandra Josifoska  | Bojana Borovnica Cristina Sánchez Quintanar | 6-3, 2-6, [10-3]    |
| 3.  | 17 marzo 2010     | AEGON Pro Series Bath, Bath                                              | Cemento (i)   | Malou Ejdesgaard      | Jade Curtis Anna Fitzpatrick                | 6-3, 6-2            |
| 4.  | 14 giugno 2011    | Padova Challenge Open, Padova                                            | Terra rossa   | Kristina Mladenovic   | Iryna Burjačok Réka-Luca Jani               | 6-4, 6-3            |
| 5.  | 10 ottobre 2011   | Torneo Internacional de Tenis Sant Cugat, Sant Cugat del Vallès          | Terra rossa   | Jana Čepelová         | Leticia Costas Moreira Inés Ferrer Suárez   | 6-3, 2-6, [10-6]    |
| 6.  | 14 maggio 2012    | Internazionali Femminili di Tennis Città di Caserta, Caserta             | Terra rossa   | Romana Tabak          | Viktorija Golubic Aleksandra Krunić         | 6-2, 6-4            |
| 7.  | 25 giugno 2012    | Swedish Ladies Ystad, Ystad                                              | Terra rossa   | Magda Linette         | Oksana Kalašnikova Lenka Wienerová          | 6-3, 6-3            |
| 8.  | 11 settembre 2012 | Allianz Cup, Sofia                                                       | Terra rossa   | Barbara Sobaszkiewicz | Marina Mel'nikova Ioana Raluca Olaru        | 7-5, 6-1            |
| 9.  | 18 settembre 2012 | Izida Cup, Dobrič                                                        | Terra rossa   | Barbara Sobaszkiewicz | Lisa Sabino Anne Schäfer                    | 6-2, 7-5            |
| 10. | 15 ottobre 2012   | Internacionales de Andalucìa Femeninos, Siviglia                         | Terra rossa   | Paula Kania           | Aleksandrina Najdenova Teliana Pereira      | 5-7, 6-4, [10-6]    |
| 11. | 5 novembre 2012   | Open Féminin 50, Équeurdreville-Hainneville                              | Cemento (i)   | Magda Linette         | Amra Sadiković Ana Vrljić                   | 6-4, 7-6(4)         |
| 12. | 17 dicembre 2012  | Ankara Cup, Ankara                                                       | Cemento (i)   | Magda Linette         | Iryna Burjačok Valerija Solov'ëva           | 6-2, 6-2            |
| 13. | 22 aprile 2013    | ITF Womens Tennis Club de Tunis, Tunisi                                  | Terra rossa   | Aleksandra Krunić     | Réka-Luca Jani Evgenija Paškova             | 6-2, 3-6, [10-7]    |
| 14. | 6 agosto 2013     | ITF Women's Circuit Izmir, Smirne                                        | Cemento       | Aleksandra Krunić     | Kristi Boxx Abigail Guthrie                 | 6-2, 6-2            |
| 15. | 19 febbraio 2016  | Perth Tennis International, Perth                                        | Cemento       | Tammi Patterson       | Han Na-lae Jang Su-jeong                    | 4-6, 6-2, [10-3]    |
| 16. | 10 giugno 2016    | Padova Challenge Open, Padova                                            | Terra rossa   | Alice Matteucci       | Cristina Dinu Lina Ǵorčeska                 | 2-6, 7-6(1), [10-8] |
| 17. | 24 giugno 2016    | SMA Cup Sant'Elia, Roma                                                  | Terra rossa   | Claudia Giovine       | Andrea Gámiz Réka Luca Jani                 | 6-3, 3-6, [10-7]    |
| 18. | 25 febbraio 2018  | Altenkirchen Ladies Open, Altenkirchen                                   | Sintetico (i) | Diāna Marcinkēviča    | Valentini Grammatikopoulou Maryna Zanevs'ka | w/o                 |
| 19. | 29 settembre 2018 | Obidos Ladies Open, Óbidos                                               | Sintetico     | Valerija Savinych     | Mariam Bolkvadze Inês Murta                 | 6-3, 6-2            |
| 20. | 12 ottobre 2018   | Open Feminin 50, Cherbourg-en-Cotentin                                   | Cemento (i)   | Barbora Štefková      | Alicia Barnett Eden Silva                   | 6-2, 6-1            |
| 21. | 6 aprile 2019     | St. Dominic USTA Pro Circuit $25,000 Challenger, Jackson                 | Terra verde   | Katarzyna Kawa        | Hanna Chang Caitlin Whoriskey               | 7-5, 6-1            |
| 22. | 28 luglio 2019    | Slaskie Open, Bytom                                                      | Terra rossa   | Dalma Gálfi           | Maryna Černjšova Dar'ja Lodikova            | 6-4, 6-0            |
| 23. | 15 febbraio 2020  | Zed Tennis Open, Il Cairo                                                | Cemento       | Aleksandra Krunić     | Arantxa Rus Mayar Sherif                    | 6-4, 6-2            |
| 24. | 13 settembre 2020 | Open GDF SUEZ de Bretagne, Saint-Malo                                    | Terra rossa   | Paula Kania           | Magdalena Fręch Viktorija Golubic           | 6-2, 6-4            |
| 25. | 9 aprile 2022     | Oeiras Ladies Open, Oeiras                                               | Terra rossa   | Kimberley Zimmermann  | Katharina Gerlach Natalija Stevanović       | 6-1, 6-1            |
| 26. | 3 agosto 2024     | ITF World Tennis Tour Gran Canaria, Maspalomas                           | Terra rossa   | Fanny Stollár         | Angelica Moratelli Sabrina Santamaria       | 6-4, 6-2            |

#### Sconfitte (24)
| Torneo $100.000 (1) |
| Torneo $80.000 (2)  |
| Torneo $75.000 (0)  |
| Torneo $60.000 (0)  |
| Torneo $50.000 (0)  |
| Torneo $40.000 (0)  |
| Torneo $25.000 (20) |
| Torneo $15.000 (0)  |
| Torneo $10.000 (1)  |

| N.  | Data              | Torneo                                                          | Superficie    | Compagna              | Avversaria in finale                           | Punteggio            |
| 1.  | 22 novembre 2008  | Hart Open, Opole                                                | Sintetico (i) | Arantxa Rus           | Karolina Kosińska Aleksandra Rosolska          | 6–2, 6(6)–7, [7–10]  |
| 2.  | 3 luglio 2010     | Bella Cup, Toruń                                                | Terra rossa   | Barbara Sobaszkiewicz | Teodora Mirčić Marija Mirkovic                 | 6–4, 2–6, [5–10]     |
| 3.  | 11 settembre 2010 | Katowice Open, Katowice                                         | Terra rossa   | Barbara Sobaszkiewicz | Olga Brózda Natalia Kołat                      | 3–6, 3–6             |
| 4.  | 13 novembre 2010  | Pavlov Cup, Minsk                                               | Cemento (i)   | Paula Kania           | Elena Bovina Ekaterina Byčkova                 | 4–6, 0–6             |
| 5.  | 27 marzo 2011     | AEGON Pro Series Bath, Bath                                     | Cemento (i)   | Marta Domachowska     | Tímea Babos Anne Kremer                        | 6(5)-7, 2-6          |
| 6.  | 17 aprile 2011    | Morocco Tennis Tour Casablanca, Casablanca                      | Terra rossa   | Magda Linette         | Sandra Klemenschits Kristina Mladenovic        | 3-6, 6-3, [8-10]     |
| 7.  | 28 agosto 2011    | Synot Tip Open, Praga                                           | Terra rossa   | Jana Čepelová         | Iveta Gerlová Lucie Kriegsmannová              | 7–6(8), 1–6, [8–10]  |
| 8.  | 10 settembre 2011 | TEAN International, Alphen aan den Rijn                         | Terra rossa   | Barbara Sobaszkiewicz | Diana Enache Daniëlle Harmsen                  | 2–6, 7–6(4), [9–11]  |
| 9.  | 12 marzo 2012     | AEGON Pro Series Bath, Bath                                     | Cemento (i)   | Lenka Juríková        | Samantha Murray Emily Webley-Smith             | 6-4, 4-6, [5-10]     |
| 10. | 6 luglio 2013     | Bella Cup, Toruń                                                | Terra rossa   | Barbara Sobaszkiewicz | Kateřina Kramperová Martina Kubiciková         | 6–1, 3–6, [4–10]     |
| 11. | 29 giugno 2013    | Smart Card Open Monet+, Zlín                                    | Terra rossa   | Paula Kania           | Martina Borecká Tereza Smitková                | 1-6, 7-5, [8-10]     |
| 12. | 2 novembre 2014   | Open GDF SUEZ Nantes Atlantique, Nantes                         | Cemento (i)   | Maryna Zanevs'ka      | Andrea Hlaváčková Lucie Hradecká               | 1-6, 5-7             |
| 13. | 25 maggio 2015    | Torneo Internazionale Femminile Città di Grado, Grado           | Terra rossa   | Sharon Fichman        | Viktorija Golubic Beatriz Haddad Maia          | 3-6, 2-6             |
| 14. | 14 gennaio 2017   | Daytona Beach Open, Daytona Beach                               | Terra verde   | Paula Kania           | Robin Anderson Anhelina Kalinina               | 4-6, 1-6             |
| 15. | 22 gennaio 2017   | ITF Women's Circuit Orlando, Orlando                            | Terra verde   | Paula Kania           | Sophie Chang Madeleine Kobelt                  | 3-6, 6-3, [6-10]     |
| 16. | 25 giugno 2017    | Warsaw Sports Group Open, Varsavia                              | Terra rossa   | Katarzyna Kawa        | Priscilla Hon Vera Lapko                       | 6(3)–7, 4–6          |
| 17. | 3 febbraio 2018   | AEGON Pro Series Glasgow, Glasgow                               | Cemento (i)   | Dalma Gálfi           | Ysaline Bonaventure Valentini Grammatikopoulou | 5–7, 4–6             |
| 18. | 2 novembre 2018   | Kyotec Open, Pétange                                            | Cemento (i)   | Chantal Škamlová      | Anastasija Pribjlova Nina Stojanović           | 6-2, 2-6, [8-10]     |
| 19. | 23 febbraio 2019  | Altenkirchen Ladies Open, Altenkirchen                          | Sintetico (i) | Marie Benoît          | Cristina Bucșa Rosalie van der Hoek            | 7-5, 3-6, [10-12]    |
| 20. | 31 agosto 2019    | Vista Prague Open, Praga                                        | Terra rossa   | Anastasija Šošjna     | Suzan Lamens Marina Mel'nikova                 | 2–6, 7–5, [8–10]     |
| 21. | 25 ottobre 2019   | Republican Girls, Istanbul                                      | Cemento (i)   | Susan Bandecchi       | Richèl Hogenkamp Lesley Pattinama Kerkhove     | 2-6, 6-2, [6-10]     |
| 22. | 2 novembre 2019   | Kyotec Open, Pétange                                            | Cemento (i)   | Arantxa Rus           | Laura Ioana Paar Julia Wachaczyk               | 6(13)–7, 6-1, [9–11] |
| 23. | 20 settembre 2020 | Open GDF SUEZ de Cagnes-sur-Mer Alpes-Maritimes, Cagnes-sur-Mer | Terra rossa   | Paula Kania           | Samantha Murray Sharan Julia Wachaczyk         | 5-7, 2-6             |
| 24. | 31 ottobre 2020   | Bellatorum Resources Pro Classic, Tyler                         | Cemento       | Paula Kania           | Allura Zamarripa Maribella Zamarripa           | 3–6, 7–5, [9–11]     |

## Competizioni a squadre

### Sconfitte (1)
| N. | Data           | Torneo             | Superficie | Compagni                                                                 | Avversari in finale                                                                             | Punteggio |
| 1. | 7 gennaio 2024 | United Cup, Sydney | Cemento    | Iga Świątek Katarzyna Kawa Hubert Hurkacz Daniel Michalski Jan Zieliński | Angelique Kerber Tatjana Maria Laura Siegemund Alexander Zverev Maximilian Marterer Kai Wehnelt | 1-2       |

## Risultati in progressione
| Sigla | Risultato               |
| ----- | ----------------------- |
| V     | Vincitore               |
| F     | Finalista               |
| SF    | Semifinalista           |
| O     | Oro olimpico            |
| A     | Argento olimpico        |
| SF    | Bronzo olimpico         |
| QF    | Quarti di Finale        |
| 4T    | Quarto turno            |
| 3T    | Terzo turno             |
| 2T    | Secondo turno           |
| 1T    | Primo turno             |
| RR    | Round Robin             |
| LQ    | Turno di qualificazione |
| A     | Assente                 |
| ND    | Non disputato           |

| Legenda superfici    |
| -------------------- |
| Cemento              |
| Terra battuta        |
| Erba                 |
| Superficie variabile |

### Singolare nei tornei del Grande Slam
| Torneo          | 2014 | 2015 | V--S |
| --------------- | ---- | ---- | ---- |
| Australian Open | 1T   | A    | 0-1  |
| Open di Francia | 1T   |      | 0-1  |
| Wimbledon       | 1T   |      | 0-1  |
| US Open         | 1T   |      | 0-1  |
| Totale          | 0-4  | 0-0  | 0-4  |

### Doppio nei tornei del Grande Slam
| Torneo          | 2014 | 2015 | V--S |
| --------------- | ---- | ---- | ---- |
| Australian Open | 2T   | 1T   | 1-2  |
| Open di Francia | 2T   |      | 1-1  |
| Wimbledon       | 1T   |      | 0-1  |
| US Open         | 2T   |      | 1-1  |
| Totale          | 3-4  | 0-1  | 3-5  |

### Doppio misto nei tornei del Grande Slam
Nessuna partecipazione